# Karl Rieß von Scheurnschloß
Karl Franz Benjamin Rieß von Scheurnschloß (* 15. August  1863 in Flottbek; † 1. März 1948 in Dillich) war ein deutscher Rittergutsbesitzer und Verwaltungsbeamter.

## Leben
Karl Rieß von Scheurnschloß studierte an der Ruprecht-Karls-Universität Heidelberg und der Georg-August-Universität Göttingen. 1883 wurde er Mitglied des Corps Saxo-Borussia Heidelberg; in Göttingen schloss er sich dem Corps Saxonia Göttingen an. Nach Studium und Referendariat trat er als Regierungsassessor in den preußischen Staatsdienst. 1898 wurde er zum Landrat des Landkreises Hofgeismar ernannt. 1908 wechselte er als Oberregierungsrat und Stellvertreter des Regierungspräsidenten zur Bezirksregierung in Kassel. 1911 erfolgte seine Ernennung zum Polizeipräsidenten von Frankfurt am Main. Als er sich am Ende des Ersten Weltkriegs einer Zusammenarbeit mit dem Arbeiter- und Soldatenrat verweigerte, wurde er am 9. November 1918 von einem Trupp bewaffneter Revolutionäre im Polizeipräsidium verhaftet und trotz Anweisung des preußischen Innenministers nicht wieder im Amt eingesetzt.
Ab Mai 1919 im Ruhestand, lebte Rieß von Scheurnschloß in Dillich als Besitzer der Güter Dillich und Seehof im Kreis Homberg. Er war Königlicher Kammerherr. Seine Ehefrau war Magda von der Malsburg zu Escheberg.